# Červ

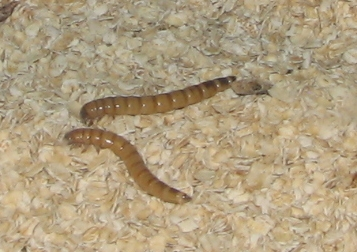
Mouční červi jsou larvy potemníka moučného

Výraz červ označuje v hovorové češtině drobného živočicha s protáhlým měkkým tělem bez kostí a bez končetin. Výrazem „červi“ lze v hovorové češtině myslet např. larvy některých druhů hmyzu s proměnou dokonalou (typicky larvy žijící v ovoci, houbách, mase, výkalech atd.).
Nepřesně bývá výraz užíván k označení mnohoštětinatců již neužívaným „mnohoštětinatí červi“.
V odborném jazyce červi znamenají skupinu živočichů, jejíž vymezení se liší svým latinským pojmenováním:
- Vermes, dříve používaní v biologické systematice, jsou bývalým kmenem živočichů s širokým, z dnešního pohledu nepřirozeným vymezením;
- Helminthes je užší vymezení červů jakožto parazitů, používané i v současné medicíně a parazitologii.

## Vermes

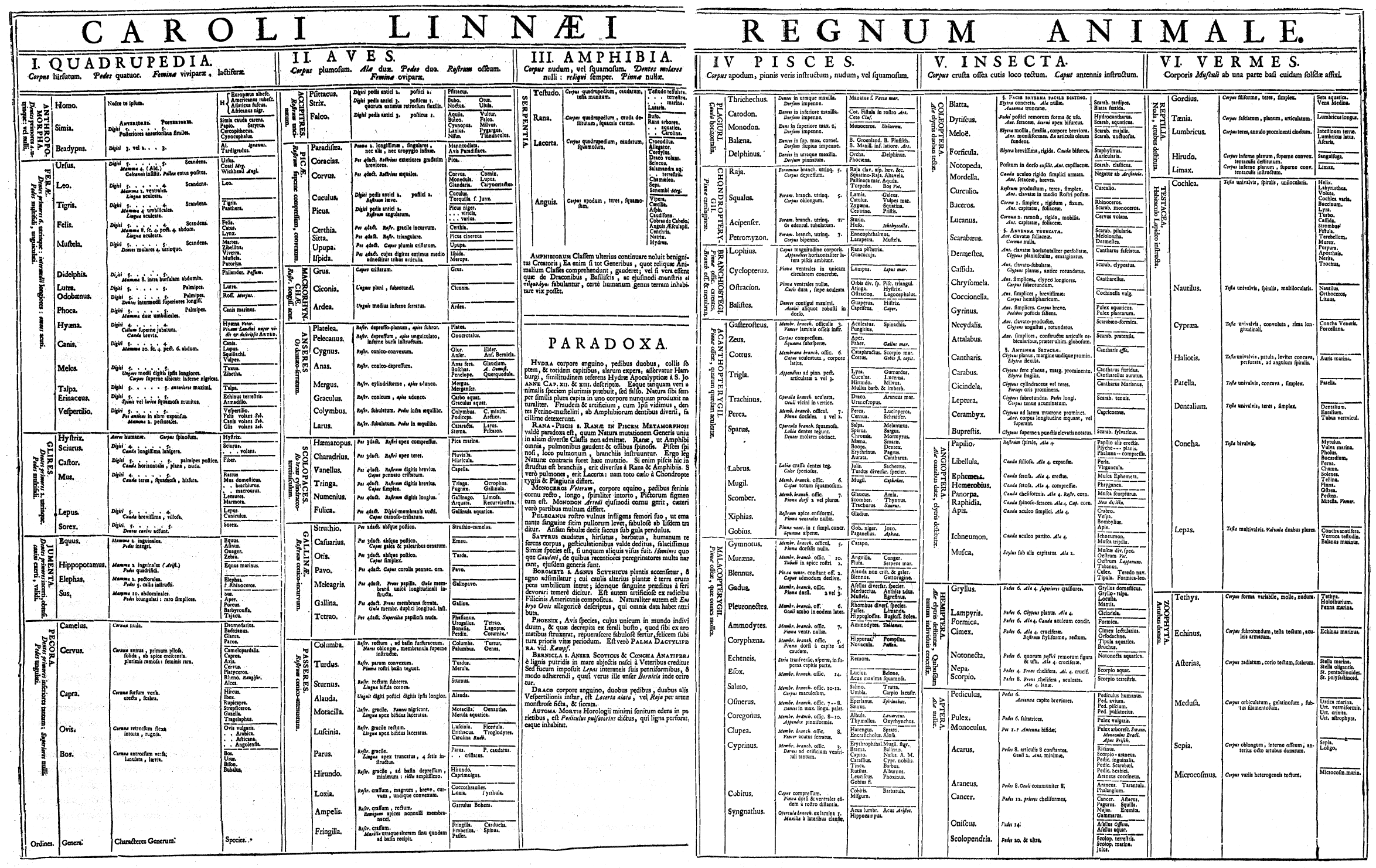
Klasifikace živočišných druhů dle C. Linného (1735). Vermes jsou VI. třídou

Červi (Vermes) byl biologický taxon (zpravidla kmen) zahrnující takřka všechny mnohobuněčné živočichy nepatřící mezi houbovce, láčkovce, měkkýše, členovce a obratlovce (vše v dřívějším pojetí). Taxon zavedl Carl Linné ve svém díle Systema naturae v r. 1735 pro všechny bezobratlé kromě většiny skupin členovců; tehdy tedy ještě obsahoval i žahavce, měkkýše a dokonce některé obratlovce, jako sliznatky, a řasy (ruduchy, váleče). 
Postupně z taxonu začaly být vyčleňovány omylem zařazené neživočišné organismy, zbývající strunatci, a postupně i celé nově osamostatněné kmeny, jako měkkýši; v 19. století např. Jean-Baptiste Lamarck vyčlenil ostnokožce a kroužkovce v tehdejším smyslu a některé další členovce (ne všechny, ponechal např. některé klanonožce). Ve 20. století byla díky objevu nových živočišných druhů a srovnávacím fylogenetickým studiím (ještě dávno před molekulárními metodami) odhalena nepřirozenost i takto zúženého seskupení a taxon „červi“ přestal být systematickými biology používán. Do druhé poloviny 20. století tak přetrval jen výjimečně, a to z pedagogických důvodů v některých učebnicích se zjednodušujícím podáním systému živočišné říše.
Před svým zánikem taxon Vermes zahrnoval všechny současné kmeny dvoustranně souměrných živočichů (Bilateria), které byly tehdy popsané, i když na jiné taxonomické úrovni, kromě měkkýšů (Mollusca) a kmenů zahrnovaných do druhoústých (Deuterostomia),  Panarthropoda (členovci, drápkovci a želvušky) a Mesozoa (sépiovky a plazmodiovky, tehdy nepovažovaní za Bilateria); nepatřili k nim ani dnešní Myzostomida (lilijicovci) a Pogonophora/Frenulata – vláknonošci/bradatice, nověji považovaní za součást kroužkovců, neboť byli mylně řazeni do druhoústých.
Mezi bývalé červy (Vermes) by tak v dnešním pojetí systému živočichů spadaly kmeny:
- břichobrvky (Gastrotricha)
- čelistovky (Gnathostomulida)
- hlavatci (Priapulida)
- hlístice (Nematoda)
- chapadlovky (Phoronida)
- kroužkovci (Annelida) včetně rypohlavců (Echiura), sumýšovců (Sipunculida), ale bez vláknonošců (Pogonophora) a lilijicovců (Myzostomida)
- mechovci (Bryozoa)
- mechovnatci (Entoprocta)
- mlžojedi (Xenoturbellida)
- pásnice (Nemertea)
- ploštěnci (Platyhelminthes)
- ploutvenky (Chaetognatha)
- praploštěnci (Acoelomorpha)
- ramenonožci (Brachiopoda)
- rypečky (Kinorhyncha)
- strunovci (Nematomorpha)
- vířníci v širším smyslu (Syndermata/Rotifera s.l.) včetně vrtejšů (Acanthocephala).

Lze jen spekulovat, zda by do Vermes spadaly kmeny tehdy neznámé, tedy:
- korzetky (Loricifera), popsané v roce 1983
- vířníkovci (Cycliophora), popsané v roce 1995 a
- oknozubky (Micrognathozoa), popsané v roce 2000.

### Systematika
Kmene Vermes se před svým zánikem, tj. cca v 50. letech 20. století, členil na 6 podkmenů (tučně vyznačeno postavení dnešních živočišných kmenů; odkazy úmyslně vynechány, neboť tehdejší vymezení nebylo shodné s dnešním vymezením taxonů stejného jména):
- kmen Vermes – červi
  - podkmen Plathelminthes – ploštěnci (z dnešního pohledu bylo tehdejší vymezení polyfyletické: včetně řádu Acoela, tj. dnešních Acoelomorpha – praploštěnců; i včetně Gnathostomulida – čelistovek a Xenoturbellida – mlžojedů, řazených na úrovni rodů uvnitř tehdejších Turbellaria – ploštěnek)
  - podkmen Nemertini – pásnice (dnes Nemertea s obdobným vymezením)
  - podkmen Nemathelminthes – hlístové (z dnešního pohledu parafyletičtí kvůli tehdejšímu vymezení strunovců; dnes jim zhruba odpovídá úžeji vymezený klad Nematoida)
    - třída Nematoda – hlístice
    - třída Nematomorpha – strunovci (z dnešního pohledu bylo tehdejší vymezení polyfyletické: včetně dnešních Acanthocephala – vrtejšů)

  - podkmen Trochhelminthes – vířivci (z dnešního pohledu polyfyletičtí)
    - třída Gastrotricha – břichobrvky
    - třída Rotatoria – vířníci (dnes šířeji vymezení jakožto Syndermata/Rotifera s.l.; z dnešního pohledu bylo tehdejší vymezení parafyletické: sice včetně Seisonidea – žábrovců, Bdelloidea – pijavenek a Monogononta – točivek, vše na úrovni řádů, ale bez Acanthocephala – vrtejšů)
    - třída Kinorhyncha – rypečky

  - podkmen Annelida – kroužkovci (z dnešního pohledu bylo jejich tehdejší vnitřní členění nepřirozené, ale obsahovali již Echiuridea – rypohlavce, Sipunculidea – sumýšovce a Priapulidea – hlavatce, vše na úrovni řádů tehdejší třídy Gephyrea – hvězdovci)
  - podkmen Tentaculata – chapadlovci (z dnešního pohledu polyfyletičtí)
    - třída Phoronida – chapadlovky
    - třída Bryozoa – mechovci
    - třída Entoprocta – mechovnatci
    - třída Brachiopoda – ramenonožci
    - třída Chaetognatha – ploutvenky

## Helminthes

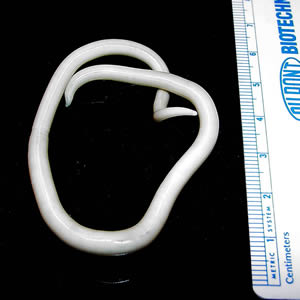
Škrkavka dětská (Ascaris lumbricoides)

Pojem červi (Helminthes) se ustálil pro červy parazitující na člověku, zvířatech a rostlinách. V tomto smyslu se používá i v současné medicíně a parazitologii, viz např. helmintóza.
Červ neboli helmint je mnohobuněčný organismus patřící do kmene ploštěnci (Platyhelminthes) nebo hlístice (Nematoda) nebo vrtejši (Acanthocephala). Některé druhy žijí saprofytickým způsobem v půdě či ve vodě. Věda, která se zabývá studiem helmintů, se nazývá helmintologie. Dle některých autorů lze mezi helminty zařadit i parazitické viřníky (Rotifera), strunovce (Nematomorpha) či pijavky (Hirudinea).
Pojem „parazitičtí červi“ se již neužívá; je nahrazen termínem „parazitičtí helminti“.